# Gräberfeld von Hjälmseryd

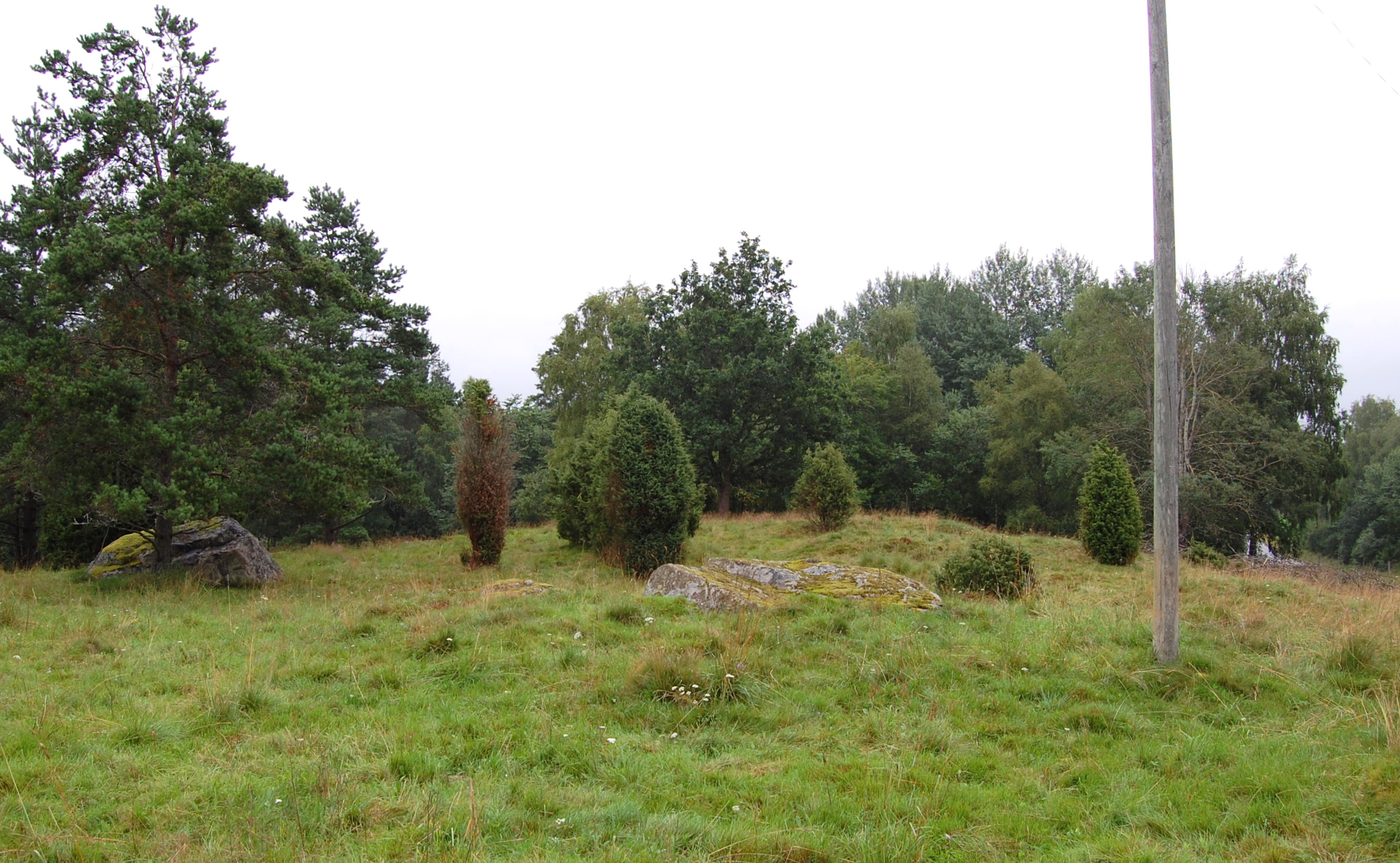
Gräberfeld von Hjälmseryd

Das Gräberfeld von Hjälmseryd (schwedisch Hjälmseryd Gravar) ist ein prähistorisches Gräberfeld bei Hjälmseryd in der schwedischen Gemeinde Sävsjö in der Provinz Småland.
Die Grabanlagen befinden sich auf einer Anhöhe östlich der Straße von Rörvik nach Vrigstad in der Nähe der Kreuzung mit der Landstraße zwischen Långlö nach Stockaryd.
Im Gräberfeld befinden sich 17 Grabhügel und 13 runde Steinsetzungen aus der Eisenzeit. Beisetzungen fanden ab 500 n. Chr. statt. Das Gräberfeld dürfte zu einem Bauernhof gehört haben.